# Corfe Castle (castello)
Corfe Castle è un castello del Dorset (Inghilterra sud-occidentale), che sorge accanto all'omonimo villaggio.
La costruzione fu iniziata dopo la conquista dell'Inghilterra intorno all'anno 1090 da Guglielmo il Conquistatore e sovrasta una gola nelle Purbeck Hills, sulla strada che collega Wareham a Swanage. Corfe rimase in mano alla corona fino al 1572, quando Elisabetta I d'Inghilterra lo vendette a Christopher Hatton.
Durante la Guerra civile inglese subì due assedi e il Parlamento votò poi per la sua demolizione. Attualmente è di proprietà del National Trust ed è aperto al pubblico.

## Storia
In inglese antico Corfe significa "passo", "gola", "passaggio", e in effetti il castello sorge su una ripida collina di chalk (roccia calcarea a tessitura molto fine, simile a quella delle scogliere di Dover) creatasi in seguito all'erosione di un corso d'acqua. Di precedenti insediamenti umani sulla collina si hanno scarse notizie; sono stati però ritrovati dei Posthole di epoca sassone e si sa che in quel punto fu assassinato Edoardo il Martire il 18 marzo del 978.

### Costruzione
Poco dopo la conquista normanna dell'Inghilterra del 1066, Guglielmo il Conquistatore fece iniziare la costruzione del castello, che si trovava non lontano dalla foresta reale di Purbeck, dove il re amava cacciare. Negli anni del suo regno il re fece costruire circa 36 castelli, che però generalmente furono posti nelle valli, presso importanti snodi stradali o all'incrocio di corsi d'acqua, mentre quello di Corfe si differenzia per la sua posizione in cima ad una collina.
Il castello venne costruito in parte in pietra, secondo un uso poco diffuso per l'epoca, che denota come dovesse essere considerato importante. La pietra venne usata per erigere un muro sulla sommità della collina, così da creare una sorta di recinto interno. Altri due recinti si trovavano uno nella parte ovest e l'altro in quella sud (dove c'era la corte esterna), ma a differenza di quello interno questi ultimi erano costituiti da una palizzata di legno, un materiale molto più comune nell'edilizia del tempo. Sul Domesday Book è registrato un solo castello in tutto il Dorset ed è plausibile che si tratti di questo piuttosto che di quello in legno di Wareham (Dorset).

### Sviluppo e uso successivo
Nei primi anni del XII secolo Enrico I d'Inghilterra commissionò la costruzione di un dongione, che venne completato attorno al 1105: poiché il gesso ed il calcare di cui era costituita la collina non erano buoni materiali da costruzione, venne usato il marmo di Purbeck, estratto dalla cave poco lontano. Negli anni successivi il castello continuò ad essere ampliato sotto i regni di Enrico I, di Giovanni Senza Terra e di Enrico III, con l'aggiunta di torri, mura, corti, sale ed altro ancora.
All'inizio del XIII secolo Corfe venne usato come forziere per i tesori reali e come prigione. Nel 1202-1204 la corte ovest venne ricostruita sul modello del Château Gaillard, fatto costruire nel 1198 da Riccardo Cuor di Leone.
Nel castello furono ospitati diversi prigionieri: la nipote del re, Eleonora di Bretagna, vi fu reclusa dopo l'uccisione di suo fratello Arturo I, e vi soggiornarono come ostaggi Margherita (1193 - 1259) e Isabella di Scozia (1195 - dopo il 1253), figlie di Guglielmo I di Scozia. Matilde de Braose vi venne lasciata morire di fame con il figlio William dopo che la donna ebbe litigato con il re.
Nel 1224 Enrico III vi spedì 15.000 dardi da balestra in vista dell'assedio al castello di Bedford. Vent'anni dopo diede l'ordine che il castello venisse imbiancato (qualche anno prima lo stesso trattamento era stato riservato anche a quella parte della Torre di Londra che ancora oggi è nota con il nome di Torre Bianca).
Mentre la costruzione procedeva, fuori dalle mura si stabilì un piccolo campo per gli operai, che con gli anni crebbe fino a diventare un insediamento vero e proprio e nel 1247 una concessione reale ne stabilì il giorno di mercato e di fiera.
Nel 1460, durante la guerra delle due rose, un comandante lancasteriano marciò da Corfe per combattere nella battaglia di Wakefield, che fu vinta dalla fazione della rosa bianca.

### Demolizione parziale
Nel 1572 Elisabetta I d'Inghilterra lo vendette al suo lord cancelliere, Christopher Hatton. I progetti che Hatton commissionò a uno dei suoi attendenti sono i più antichi documenti planimetrici che ci sono rimasti sul castello.
Nel 1635 il maniero venne poi comprato da John Bankes (1589 - 28 dicembre 1644), procuratore generale per l'Inghilterra e il Galles per Carlo I d'Inghilterra. Sette anni dopo, allo scoppio della Guerra civile inglese, il Dorset era quasi interamente sotto il controllo dei Roundheads e Corfe divenne quindi una sorta di avamposto realista. Era tenuto dalla moglie di Bankes, Mary (1598 circa 11 aprile 1661), che vi visse insieme ai figli. I parlamentari pensarono di infiltrarsi dentro la guarnigione introducendovi un manipolo di loro uomini, ma furono progetti destinati al fallimento e, nonostante il blocco di uomini e rifornimenti, Mary Bankes riuscì in qualche modo a far entrare cibo e mezzi insieme a un certo numero di soldati. Corfe resistette così qualche settimana, finché i realisti riuscirono a salvarlo.
Nel 1645 il castello era una delle ultime fortezze in mano ai realisti e fu sottoposto a un secondo assedio, che questa volta si concluse a favore dei parlamentari. Dopo la presa del castello, nel mese di marzo fu votata la sua demolizione e le distruzioni gli conferirono l'aspetto attuale. La demolizione fu solo parziale per la robustezza delle murature, che avrebbe richiesto per radere al suolo interamente l'edificio una quantità eccessiva di tempo, denaro, uomini e mezzi.
Dopo la Restaurazione inglese, la famiglia Bankes recuperò la proprietà del castello, ma preferì non tentare di ricostruirlo e piuttosto edificarono da zero come nuova residenza di famiglia Kingston Lacy, presso Wimborne Minster.

### Recupero
Negli anni ottanta del Novecento, Ralph Bankes lasciò per testamento il castello, parte del villaggio e la casa di famiglia al National Trust. Nel 2006 buona parte del castello venne chiusa al pubblico perché le rovine, in stato pericolante, necessitavano di un restauro, che venne completato entro il 2008.